# Рогов Віктор Якович
Віктор Якович Рогов (7 листопада 1909, Катеринослав, Катеринославська губернія, Російська імперія — ?) — радянський вчений, кандидат фізико-математичних наук, доцент, ректор Воронезького державного університету (1945—1946) та Іркутського державного університету (1956—1962).

## Біографія
Народився 7 листопада 1909 року в Катеринославі. У 1933 році закінчив фізико-математичний факультет Ярославського педагогічного інституту, а в 1936 році — аспірантуру в Ленінградському державному педагогічному інституті ім. О. І. Герцена, захистивши кандидатську дисертацію в галузі квантової фізики. У цьому ж році став завідувачем кафедри фізики та деканом фізичного факультету Благовіщенського агропедагогічного інституту. З 1939 року працює завкафедри фізики Воронезького педагогічного інституту.
Під час німецько-радянської війни - командир роти. У 1943—1945 роках — заступник директора Воронезького педагогічного інституту (за іншими даними, в 1941 році очолив кафедру загальної фізики, брав участь у будівництві оборонних споруд у м. Воронежі, а в липні 1942 року разом з Інститутом був евакуйований в місто Уржум Кіровської області, де крім керівництва кафедрою, був заступником директора Інституту. У 1944 році знову разом з Інститутом повернувся до Воронежа). У 1945-46 роках — ректор Воронезького державного університету, пізніше там же був проректором із наукової роботи, в 1946—1952 рр. — завідував кафедрою теоретичної механіки та фізики.
Із 1952 по 1954 рік відряджений радником у КНДР. За роботу в Кореї нагороджений корейським орденом «Державний Прапор» II ступеня. Після повернення знову очолив кафедру теоретичної фізики Воронезького державного університету.
Із січня 1956 по лютий 1962 призначений на посаду ректора Іркутського державного університету, паралельно викладав на фізико-математичному факультеті (курс ядерної фізики), вів семінар із квантової електродинаміки.
У 1962 році виїхав з Іркутська до Воронежа, де в 1962—1967 рр. очолював кафедру фізики Воронезького державного технологічного інституту.
Автор понад 30 праць переважно в галузі квантової фізики; мав авторські свідоцтва.

## Визнання та нагороди
- Орден Трудового Червоного Прапора «за великі заслуги в підготовці фахівців і розвиток науки» (Указ Президії Верховної Ради СРСР від 15 вересня 1961 року)
- Медаль «За перемогу над Німеччиною у Великій Вітчизняній війні 1941—1945 рр.»;
- Медаль «За доблесну працю у Великій Вітчизняній війні 1941—1945 рр.»;
- Медаль «За трудову доблесть»;
- Орден «Державний Прапор» II ступеня[2].